# Romantyczna komedia
Romantyczna komedia – amerykańska komedia z 1983 roku na podstawie sztuki Bernarda Slade’a.

## Główne role
- Dudley Moore - Jason Carmichael
- Mary Steenburgen - Phoebe Craddock
- Frances Sternhagen - Blanche Dailey
- Janet Eilber - Allison St. James
- Robyn Douglass - Kate Mallory
- Ron Leibman - Leo Janowitz
- Rozsika Halmos - Pokojówka
- Alexander Lockwood - Minister

## Fabuła
Jason Carmichael jest uznanym i odnoszącym sukcesy nowojorskim dramaturgiem. Niestety, od pewnego czasu desperacko potrzebuje nowego literackiego partnera, który mógłby być dla niego inspiracją. Podczas jego ślubu z bywalczynią salonów Allison St. James poznaje Phoebe. Jason rozbiera się przed nią do naga przez pomyłkę biorąc nauczycielkę języka angielskiego, gdyż tym zajmuje się kobieta - z masażystką. To spotkanie staje się nowym impulsem. Od tej pory przez 10 lat udaje się napisać wiele sztuk, głównie hitów, choć zdarzały się też klapy. Znajomość z Phoebe zaczyna komplikować życie dramaturga...